# Kwarta pegaziańska
Kwarta pegaziańska (quarta Pegasiana) — w prawie rzymskim ustanowiona przez senatus consultum Pegasianum część spadku (jedna czwarta), której dziedzic nie był zobowiązany wydać fideikomisariuszowi.